# Ylä-Kesiö
Ylä-Kesiö är en sjö i kommunen Heinola i landskapet Päijänne-Tavastland i Finland. Sjön ligger 84,4 meter över havet. Arean är 45 hektar och strandlinjen är 5,77 kilometer lång. Sjön  ingår i Kymmene älvs huvudavrinningsområde.   Den ligger omkring 49 km nordöst om Lahtis och omkring 140 km nordöst om Helsingfors. 
Ylä-Kesiö ligger väster om Korpijärvi. 